# Mostow–Palais sats
Inom matematiken är Mostow–Palais sats en ekvivariant version av Whitneys inbäddningssats. Satsen säger att om en kompakt Liegrupp verkar på en mångfald, då kan den inbäddas i någon ändligdimensionell ortogonal representation. Satsen introducerades av Mostow (1957) and Palais (1957).